# Carl Schmitt (Produzent)
Carl Schmitt (* 1963 in Gelnhausen) ist ein deutscher Filmproduzent und Drehbuchautor.

## Leben
Carl Schmitt besuchte von 1984 bis 1987 das Wirtschaftsgymnasium in Gelnhausen. Seit 1986 beschäftigte er sich als Freier Mitarbeiter einer Frankfurter Werbefilmproduktionsfirma mit Werbespots und optischen Effekten für Fernseh- und Kinofilme. 1987/88 studierte er Philosophie, Politikwissenschaften und Geschichte an der Universität zu Köln.
1988 war er Teamkoordinator bei der Firma Panasensor und arbeitete an den visuellen Effekte bei Roland Emmerichs letzten in Deutschland produzierten Film Moon 44. 1989 begann er ein Praktikum bei der Bavaria Film. Bis 1991 war er Volontär im Fachbereich Aufnahme- und Produktionsleitung der AG zur Nachwuchsförderung für Film & TV und arbeitete hauptsächlich beim Westdeutschen, Norddeutschen und Hessischen Rundfunk.
Von Oktober 1991 bis Juli 1993 studierte er am Royal College of Art in London und erlangte den Abschluss eines Magisters in Film & TV Production. Nach seinem Studium arbeitete er als freier Producer und Produktionsleiter in Deutschland und Großbritannien. 
2001 war er Mitbegründer der StarCrest Media GmbH in Frankfurt am Main und München.

## Auszeichnungen
Als erster deutscher Produzent erhielt Carl Schmitt 2003 den International Emmy Award in der Kategorie »Bester Dokumentarfilm« für das Doku-Drama Das Leben geht weiter. Testimony (deutscher Titel Lebens(w)ende) war 2008 für den BANFF World Television Award nominiert und gewann im gleichen Jahr den Prix Europa.

## Filmografie
- 1987: Hatschipuh (Crew Special Effects)
- 1990: Moon 44 (Team-Koordinator Special-Effects)
- 1990: Der goldene Schnitt (Aufnahmeleiter-Volontär)
- 1992: Tatort, Folge 255 Verspekuliert (Aufnahmeleiter-Volontär)
- 1994: High Castle, Kurzfilm (Produzent)
- 1994: Calliope, Kurzfilm (Produzent)
- 1997 Pass Over, Kurzfilm (Produzent)
- 1999: Luna Papa (Produktionsleiter)
- 1999: Lighthouse, Kurzfilm (Produzent)
- 2001 Terminus, Kurzfilm (Produzent)
- 2002: Das Leben geht weiter, Dokumentation (Produzent, Drehbuchautor)
- 2007: Der gefallene Vampir, Dokumentation (Produzent)
- 2008: Testimony, Dokumentation (Produzent)
- 2008: Cold Storage, Trailer (Produzent)
- 2012: Sushi in Suhl (Produzent)